# The Joyce Book
The Joyce Book is een liederenbundel binnen de klassieke muziek. Het zijn toonzettingen van een aantal gedichten van James Joyce uit zijn Pomes Penyeach uit 1913. Het initiatief tot de liederenbundel kwam van de componisten Herbert Hughes, Eugene Goossens en Arthur Bliss. Zij ontmoetten James Joyce in 1929 tijdens een klassiek concert en kwamen tot een voorstel tot het schrijven van een aantal liederen. Uiteindelijk werden alle teksten van de dichtbundel voorzien van toonzettingen. 
De liederen werden (gratis) verzorgd door:
1. Ernest John Moeran: Tilly
2. Arnold Bax: Watching the needleboats at San Sabba
3. Albert Roussel: A flower given to my daughter
4. Herbert Hughes: She weeps over Rahoon
5. John Ireland: Tutto e Sciolto
6. Roger Sessions: At the beach  at Fontana
7. Arthur Bliss: Simples
8. Herbert Howells: Flood
9. George Antheil: Nightpiece
10. Edgardo Carducci: Alone
11. Eugene Goossens: A memory of the players in a mirror at midnight
12. Charles Wilfred Orr: Bahnhofstrasse
13. Bernard van Dieren: A prayer

Het liedboek werd in 1933 uitgegeven in een oplage van 500 stuks, maar bracht nauwelijks iets op. Het totale werk werd in concertvorm voor het eerst uitgevoerd op 16 maart 1932 in Londen. Voor de componist Bax was er die dag een dubbel feest, ook zijn Vierde symfonie kreeg zijn première, maar dan in San Francisco